# Francesco Puttinati
Francesco Puttinati (auch Putinati; * um 1775 in Verona; † 1848 in Mailand) war ein italienischer Medailleur und Bildhauer.

## Leben und Werk

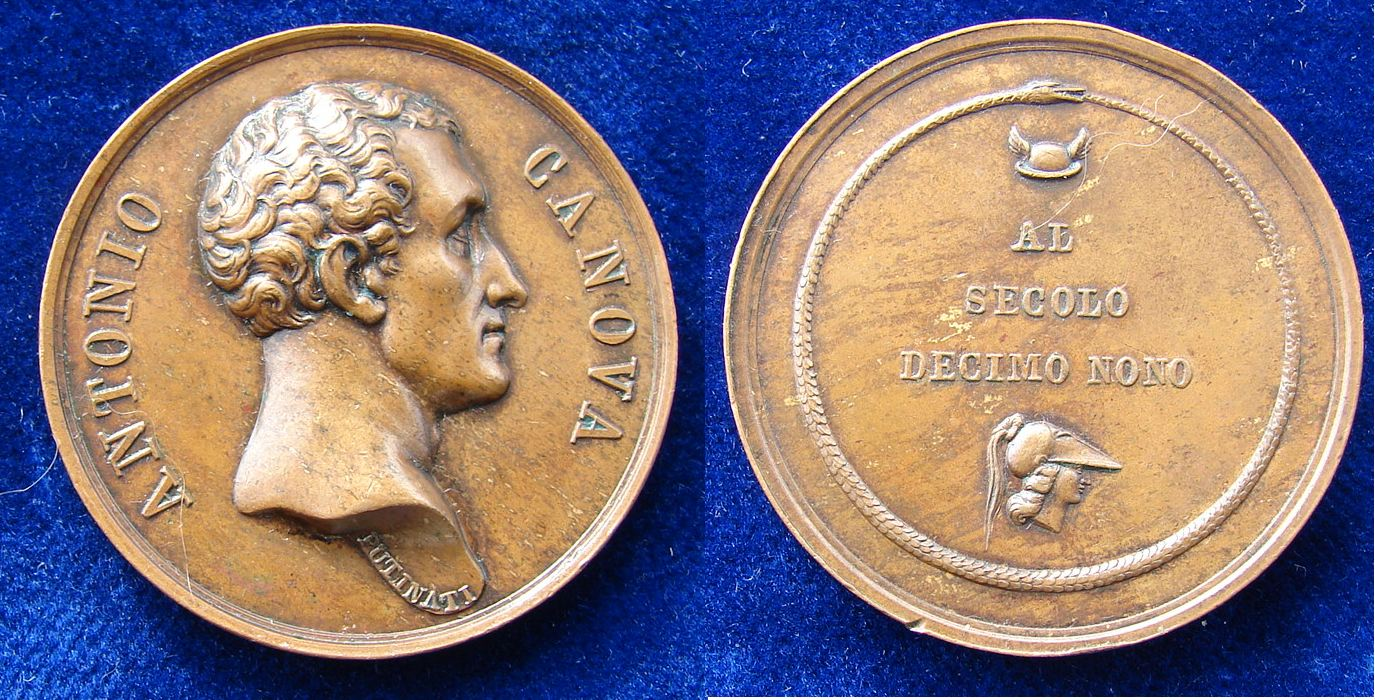
Medaille für Antonio Canova

Francesco Puttinati war als Medaillenstempelschneider in der damals österreichischen Münzstätte Mailand tätig. Er schuf Personenmedaillen, unter anderem mit Bildnissen von Papst Leo XII., Herzog Franz IV. von Modena, Erzherzog Rainer, Karl Albert von Savoyen, Leonardo da Vinci, Tizian, Antonio Canova, die Krönungsmedaille Kaiser Ferdinands I., des Weiteren Medaillen auf die Erbauung von Brücken, den Dom von Mailand, den Hafen von Triest und religiöse Medaillen. Besonders bekannt war er für die sogenannten Schwarzen Medaillen, die eine besonders dunkle Patina hatten und die Anfang des 19. Jahrhunderts insbesondere von Medailleuren in den Münzstätten Mailand und Venedig geschaffen wurden.
Sein Sohn Alessandro Puttinati war als Bildhauer in Mailand tätig.